# Andrea Doria Genova
El Società Ginnastica Andrea Doria Genova es un club deportivo italiano con sede en Génova.

## Historia
El club fue fundado en 1895 en la ciudad de Génova. El club triunfó a principio de siglo en los primeros años de waterpolo en Italia, ganando varios títulos.

## Palmarés de waterpolo
- 8 veces campeón del campeonato de Italia de waterpolo masculino